# Long Riders!
Long Riders! (ろんぐらいだぁす!, Rongu Raidāsu!) est un shōnen manga écrit par Longriders et dessiné par Taishi Miyaki. Il est prépublié entre 2012 et 2018 dans le magazine Monthly Comic Rex de l'éditeur Ichijinsha, puis depuis 2019 dans le magazine Monthly Bushiroad, et neuf tomes sont sortis en juillet 2017. Une adaptation en anime par le studio Actas est diffusée au Japon entre octobre 2016 et février 2017,,,.

## Synopsis
En voyant quelqu'un sur une bicyclette pliante, l’étudiante Ami Kurata s'en achète une et fait du vélo avec son amie Aoi Niigaki. Après avoir rencontré les cyclistes expérimentés Hinako Saijo, Yayoi Ichinose et Saki Takamiya, Ami commence à aller plus loin dans le monde du cyclisme sur route et bientôt elles formeront leur propre équipe, la Fortuna.